# 매슈 스티븐스

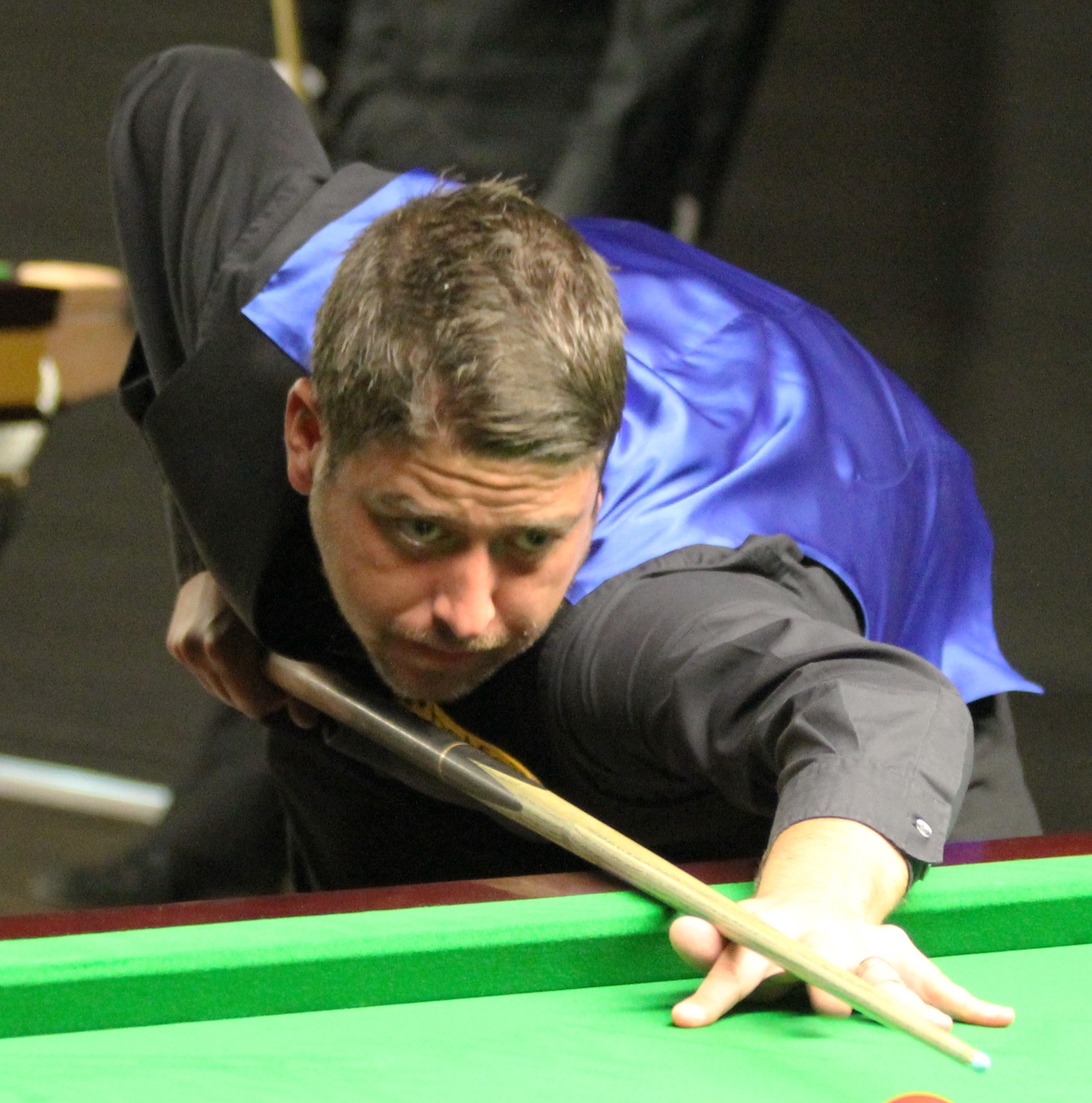
매슈 스티븐스

매슈 스티븐스(영어: Matthew Stevens, 1977년 9월 11일 ~ )는 스코틀랜드의 스누커 선수이다.